# ブリストル ジュピター

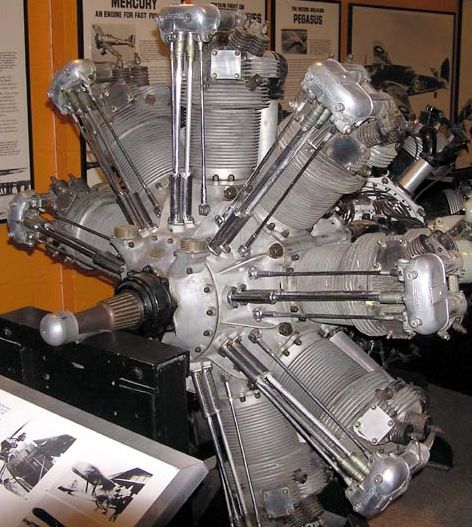
ジュピターエンジン

ブリストル ジュピター（Bristol Jupiter ）はイギリスのブリストル飛行機（以下、ブリストル）で開発・製造された航空機用単列9気筒空冷星型エンジン。もともと第一次世界大戦末期に設計されたものだが、度重なる改修と性能向上により極めて完成されたエンジンとなった。そのため1920〜1930年頃の航空機に幅広く搭載され、いくつもの国でライセンス生産された。量産されたのが軍需の少ない戦間期であったにもかかわらず、シリーズの総生産数は数千基にも上る。

## 開発
ジュピターは第一次世界大戦中にコスモス・エンジニアリングのロイ・フェデン技士により設計された。戦後の軍縮の煽りを受けて軍用機用エンジンを開発していたコスモスは1920年に経営破綻したが、同社は空軍省の薦めもあってジュピターに興味を示していたブリストルに最終的に買収されることとなった。ジュピターシリーズは1918年から1930年まで生産が続けられ、幾度もの改修を経て当時の航空機業界で最も信頼を集めるエンジンになった。
ジュピターの設計はおよそ標準的であったものの、1シリンダー当たり4つのバルブを備えていることが当時の他のエンジンには見られない特徴だった。もともとエンジンのシリンダーはスチール鋼材から機械加工により整形していたが、シリンダー材質や冷却フィンを原因とした慢性的な冷却不足に悩まされ、さらにそれによって排気バルブの損耗率が異常に高かった。そこでブリストルは王立航空機工廠（RAE）での研究に基づいて、鉄製のシリンダーライナをアルミニウム合金で鋳包んで冷却フィンを成形したシリンダーと、同じくアルミニウム合金製のシリンダーヘッド（冷却フィンやバルブ取付口を含む）を被せたタイプのシリンダーユニットを採用して冷却の改善を図った。アルミニウム合金はスチール鋼材に比べて熱伝導率が高く、新しい冷却フィンは従来より放熱に有利な形状に成型されたため、エンジンの冷却不足はこの新しいシリンダー構造により解決されることとなった。
1925年、ロイ・フェデン技士はジュピターの代替となる新しいエンジンの開発をスタートした。エンジン回転数(rpm)を上げるためにストローク（ピストン行程量）はより短くし、過給器を標準装備とした新エンジンは1927年にマーキュリーとして完成した。また、マーキュリー開発の際に培われた技術はジュピターにフィードバックされ、そちらはペガサスとして発展した。ただし、両エンジンが完成した後も数年間はジュピターに取って代わることはなかった。
ジュピターはハンドレページ社のHP.42 ハンニバル旅客機に搭載されたことでよく知られている（同旅客機は1920年代にロンドン-パリ航路に就航していた）。ジュピターは民間での使用が多く、軍用機での採用数はそれほど多くはなかったものの、ブルドッグ戦闘機などいくつかの機種に搭載された。またジュピターは14ヵ国でライセンス生産され、エンジン開発の後進国では国産エンジンの原型とされることもあった。

日本では1924年に中島飛行機でライセンスが取得され、寿エンジンとそれに続く中島製エンジンの礎となった。また旧ソ連では派生型がM22として数千基生産され、著名なポリカルポフ I-16にも搭載された。

## 性能諸元
- タイプ：空冷星型単列9シリンダー
- ボア×ストローク：146 mm × 190 mm
- 排気量：28.7 L
- 全長：
- 直径：
- 重量：330 kg
- 1シリンダー当りのバルブ数：吸気×2,排気×2
- 圧縮比：5
- 過給機：装備されている派生型もある
- 巡航出力：435 hp @ 1,575 rpm
- 離昇出力：580 hp @ 1,950 rpm
- 出力排気比：20 hp/L
- 出力重量比：1.3 hp/kg

## ライセンス生産を行った主な国
- イタリア王国 - アルファロメオによりアルファ・ロメオ 126-RC35の名称で生産された。
- ソビエト連邦 - シュベツォフによりM-22として大量に生産された。
- ドイツ - ジーメンス・ハルスケ（Siemens-Halske 、ジーメンスの前身）がライセンスを取得し、出力向上などを図りつつ最終的にブラモ 323として完成させた。
- 日本 - 中島飛行機がライセンスを取得し、アメリカの空冷エンジン技術も取り入れて寿として完成させた。
- フランス - ノーム・エ・ローヌにより生産される。輸出も行っていた。
- ポーランド - PZL Bristol JupiterとしてPZLにより生産された。
- スウェーデン - NOHABで生産された。後に航空機エンジン部門はAB Svenska järnvägsverkstädernaと合併して SAABになる。

## 主な搭載機
- Aero A.32
- Ar 64
- アヴィア BH-25
- Bernard 190
- Blériot-SPAD 51
- Blériot-SPAD S.56
- ボールトンポール サイドストランド
- ブリストル ブルドッグ
- Do 11
- Do J
- フォッカー C.V
- フォッカー F.VIII
- フォッカー F.IX
- グロスター ゲームコック
- Gourdou-Leseurre LGL.32
- ハンドレページ Hinaidi
- ハンドレページ H.P.42
- ホーカー　ウッドコック
- ユンカース F.13
- Parnall Plover
- ポリカルポフ I-15
- PZL P.7
- ショート S.8 カルカッタ
- スベンスカ ヤクトファルク
- ツポレフ I-4
- ヴィッカース Wibault
- ウェストランド ワピティ（英語版）